# Théodore Aubanel

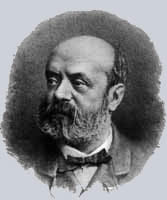
Théodore Aubanel.

Théodore Aubanel (Aviñón; 26 de marzo de 1829 - ídem; octubre de 1886), fue un impresor y poeta francés en lengua occitana, del movimiento félibrige.

## Su vida
Nacido en una familia de impresores, Théodore Aubanel cursa estudios con los religiosos en Aix-en-Provence antes de volver al hogar familiar para trabajar en la imprenta. Persona muy católica, como toda su familia, comienza a acudir a las reuniones de la Sociedad de la Fe, donde conoce a Joseph Roumanille. Éste le presenta a sus amigos Frédéric Mistral y Anselme Mathieu. Se suelen reunir en el castillo de Font Ségugne para componer versos y canciones. Es allí donde Aubanel conoce en 1850 a Jenny Manivet, conocida como "Zani". 
Se enamoran el uno del otro, pero no consiguen declararse el amor recíproco que sienten, y la joven entra en el convento de las Hijas de la Caridad en 1854. Es ese el año en que él y sus compañeros fundaan el grupo literario Félibrige, del que Aubanel será uno de los más profundos y desesperados autores. En 1860 publica La mióugrano entre duberto (La granada entreabierta), que recibe una acogida entusiasta en los círculos literarios, y en el que canta su amor por Zani. Pero los católicos de Aviñón incluyen la obra en el Índice, poniendo en peligro la imprenta familiar tradicionalmente unida al arzobispado de Aviñón. 
Se casa en 1861, y parece encontrar cierta alegría vital, aunque no publica todas sus obras. Ciertas desavenencias con Roumanille, en un momento en que desde la prensa se acusa al Félibrige de separatismo, le alejan del movimiento a partir de 1880. 
La aparición en 1885 de otro poemario de carácter sensual, Li fiho d'Avignoun (Las hijas de Aviñón), precipita su caída: el sector católico más recalcitrante le ataca con virulencia y, censurado por el arzobispo, muere de una crisis de apoplejía en octubre de 1886. Es enterrado en el cementerio Saint Véran de Aviñón.

## Su obra
Junto con Roumanille y Mistral es uno de los tres pilares del Félibrige. A los dos poemarios publicados en vida, hay que añadir un drama en verso Lou pan dòu pecat (El pan del pecado), representado en 1878, así como obras póstumas, Lou Rèire-Soulèu (El sol de ultratumba), publicado en 1899, Lou raubàtori (El rapto), publicado en 1928, y Lou pastre (El pastor), que no fue publicado hasta 1947.
En español, una tesis sobre la obra de Aubanel, El universo poético de Théodore Aubanel, fue leída en 1982 por Ángela Ciprés Palacín en la Universidad Complutense de Madrid.
- Datos: Q257956
- Multimedia: Théodore Aubanel / Q257956